# Josua Tuisova
Josua Tuisova Ratulevu (* 4. února 1994, Votua) je ragbista hrající za francouzský klub Racing 92 a reprezentaci Fidži. Nejčastěji hraje na křídle nebo tříčtvrtce. Má přezdívku Lidský buldozer. S klubem Toulon vyhrál v roce 2014 francouzskou ligu, ve stejný rok a o rok později také Evropský pohár mistrů. 
S reprezentací vyhrál v roce 2017 Pacifický pohár. O rok dříve se stal se sedmičkovou reprezentací olympijským vítězem. Během MS 2023 mu zemřel sedmiletý syn. Na tomto světovém šampionátu pomohl Fidži porazit po 69 letech Austrálii, za svou zemi položil jedinou pětku v utkání a byl vybrán jako nejlepší hráč utkání